# Kofiau
Kofiau is een eiland in de Indonesische provincie West-Papoea en maakt deel uit van de Raja Ampat Eilanden. Het eiland ligt op 90 kilometer ten westen van Salawati en op 60 kilometer ten noorden van Misool. Het is 150 vierkante km groot en het hoogste punt is 220 m.

## Natuurbescherming
Een groot deel van het oorspronkelijk ongerepte regenwoud op het eiland is selectief uitgekapt. Voor de aanleg van traditionele tuinbouwgebieden en kokosplantages wordt steeds meer primair en secondair bos vernietigd. Tussen 2002 en 2007 is het areaal in landbouwkundig gebruik met 30% uitgebreid (6,9% per jaar). Op het eiland zijn geen beschermde gebieden aangewezen voor het behoud van de oorspronkelijke, soms endemische flora en fauna.

### Zoogdieren
Het enige zoogdier dat er voorkomt is de vleermuis Pteropus chrysoproctus.

### Vogels
Van Kofiau zijn twee endemische vogelsoorten bekend die in 2012 beide op Rode Lijst van de IUCN staan. Dit zijn de Koningin-Julianamonarch (Monarcha julianae), een voor uitsterven kwetsbare zangvogel en de kofiauvlagstaartijsvogel (Tanysiptera ellioti), een bedreigde ijsvogelsoort.